# 過港站
過港站（英語：Crossharbour DLR station）是碼頭區輕便鐵路的一個車站，位於倫敦東部庫比特鎮。過港站位於倫敦第2收費區。過海站開通於1987年8月31日 ，車站有兩個月台。

## 外部連結
- Docklands Light Railway website - Crossharbour station page （页面存档备份，存于）
- Images of Crossharbour station and place by Flickr members （页面存档备份，存于）